# Ропянка
Ропянка чи Роп'янка (пол. Ropianka) — майже покинуте лемківське село в Польщі, у гміні Дукля Кросненського повіту Підкарпатського воєводства.
Населення — 9 осіб (2011).

## Історія

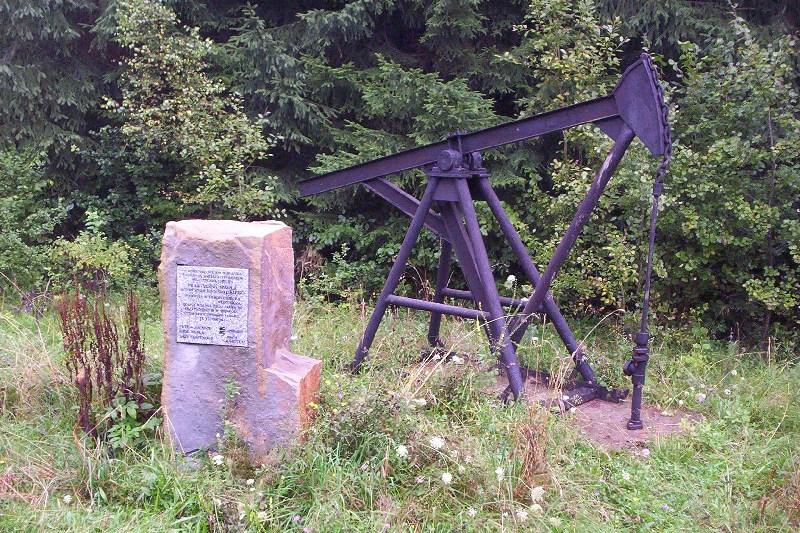
Пам'ятник школі буріння

Село закріпачене в середині XVI ст. Стадницькими. В 1581 р. тут було 2 селянські господарства на 1 лані землі.
У 1866 р. в селі розпочато видобуток нафти Ігнатієм Лукасевичем. У 1882 р. вже було 63 свердловини, а в 1888 р. глибина буріння сягала 400 м.
У 1880 р. в селі в 30 будинках проживали 224 мешканці (150 греко-католиків, 69 римо-католиків і 5 юдеїв).
У 1885—1888 рр. в селі діяла Практична школа канадського буріння (на пам'ять про неї стоїть обеліск), перенесена далі у Вєтржно, а насамкінець — до Борислава.
У 1908 р. прокладено нафтопровід із села до Тарговиськ.
У 1939 році в селі проживало 210 мешканців (205 українців і 5 євреїв). Українці належали до греко-католицької парафії у Вільхівці Дуклянського деканату Апостольської адміністрації Лемківщини.
Після Другої світової війни Лемківщина, попри сподівання лемків на входження в УРСР, була віддана Польщі, а корінне українське населення примусово-добровільно вивезене в СРСР. Поіменно відомі 42 особи, вивезені в Миколаївську, Дніпропетровську, Тернопільську й Одеську області).
У 1975—1998 роках село належало до Кросненського воєводства.

## Демографія
Демографічна структура станом на 31 березня 2011 року:
|          | Загалом | Допрацездатний вік | Працездатний вік | Постпрацездатний вік |
| -------- | ------- | ------------------ | ---------------- | -------------------- |
| Чоловіки | 5       | 1                  | 4                | 0                    |
| Жінки    | 4       | 0                  | 3                | 1                    |
| Разом    | 9       | 1                  | 7                | 1                    |